# 사학 (고려)
사학(私學)은 고려 시기에 개경(開京)에 있었던 12개의 사립 교육 기관이다.
총 12개의 도(徒)가 설립되어 있었는데 사학 12도는 설립자의 시호나 호, 벼슬 등을 따서 이름을 붙였다. 관직 생활에서 주요 인맥이 되었으므로, 귀족 자제들은 국자감보다 사학을 더욱 선호하였다.